# جان گوردون ویلتون
جان گوردون ویلتون (انگلیسی: John Wilton; ۲۲ نوامبر ۱۹۱۰ – ۱۰ مهٔ ۱۹۸۱) فرد نظامی اهل استرالیا بود. وی برندهٔ جوایزی همچون نشان امپراتوری بریتانیا و نشان حمام شده‌است.